# 29.º governo republicano (Portugal)

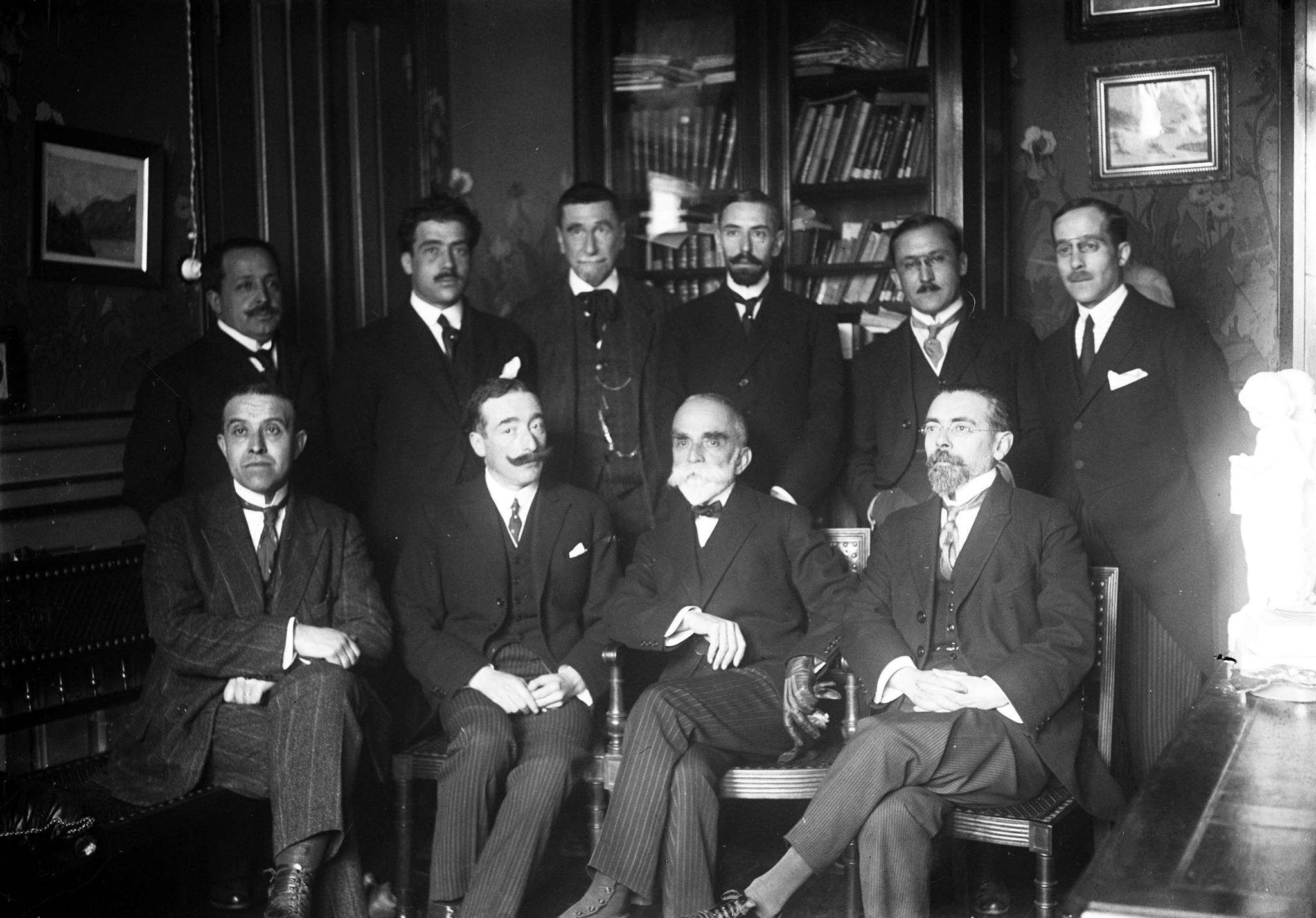
29.º governo republicano

O 29.º governo da Primeira República Portuguesa, nomeado a 2 de março de 1921 e exonerado a 23 de maio do mesmo ano, foi liderado por Bernardino Machado.
A sua constituição era a seguinte:
| Cargo                               | Detentor | Detentor                                        | Período                                 |
| ----------------------------------- | -------- | ----------------------------------------------- | --------------------------------------- |
| Presidente do Ministério            |          | Bernardino Machado (1851–1944)                  | 2 de março de 1921 a 23 de maio de 1921 |
| Ministro do Interior                |          | Bernardino Machado (1851–1944)                  | 2 de março de 1921 a 23 de maio de 1921 |
| Ministro da Justiça e dos Cultos    |          | Artur Lopes Cardoso (1881–1968)                 | 2 de março de 1921 a 23 de maio de 1921 |
| Ministro das Finanças               |          | António Maria da Silva (1872–1950)              | 2 de março de 1921 a 23 de maio de 1921 |
| Ministro da Guerra                  |          | Álvaro de Castro (1878–1928)                    | 2 de março de 1921 a 23 de maio de 1921 |
| Ministro da Marinha                 |          | Fernando Brederode (1867–1939)                  | 2 de março de 1921 a 23 de maio de 1921 |
| Ministro dos Negócios Estrangeiros  |          | Domingos Pereira (1882–1956)                    | 2 de março de 1921 a 23 de maio de 1921 |
| Ministro do Comércio e Comunicações |          | António Joaquim Ferreira da Fonseca (1887–1937) | 2 de março de 1921 a 23 de maio de 1921 |
| Ministro das Colónias               |          | António de Paiva Gomes (1878–1939)              | 2 de março de 1921 a 23 de maio de 1921 |
| Ministro da Instrução Pública       |          | Júlio Martins (1878–1922)                       | 2 de março de 1921 a 23 de maio de 1921 |
| Ministro do Trabalho                |          | José Domingues dos Santos (1887–1958)           | 2 de março de 1921 a 23 de maio de 1921 |
| Ministro da Agricultura             |          | Bernardino Machado (interino) (1851–1944)       | 2 de março de 1921 a 4 de maio de 1921  |
| Ministro da Agricultura             |          | Albano Portugal Durão (1871–1925)               | 4 de maio de 1921 a 19 de maio de 1921  |
| Ministro da Agricultura             |          | Bernardino Machado (interino) (1851–1944)       | 19 de maio de 1921 a 23 de maio de 1921 |